# Maurice de Waleffe
Pour les articles homonymes, voir Cartuyvels et Waleffe.
Maurice Eugène Hubert Cartuyvels dit Maurice de Waleffe, né le 14 juillet 1874 à Bruxelles et mort le 29 mars 1946 dans le 9e arrondissement de Paris, est un journaliste et écrivain français d'origine belge.
Il est notamment connu pour avoir dirigé le quotidien national Paris-Midi de 1911 à 1944 et fondé en 1920 « La plus belle Femme de France », premier nom du concours de Miss France.

## Biographie
Maurice de Waleffe est le fils de l'ingénieur Joseph Cartuyvels, né en 1844 à Lens-Saint-Remy, et de Caroline Lucie Teston, née en 1854 à Verviers, qui s'étaient mariés à Bruxelles en 1873.
Né Belge, Maurice de Waleffe est naturalisé Français par décret du 16 mars 1912.
Sa sœur a épousé l'écrivain, poète et journaliste Iwan Gilkin.
Mort d'une crise cardiaque à l'âge de 71 ans, il était marié depuis mai 1902 avec Anne Cellier (1865-1950). Il repose au cimetière des Batignolles (division 29).

## Œuvres
- 1895 : La Répétition interrompue, marivaudage en 1 acte avec Francis de Croisset, Bruxelles, imprimerie Vve Monnon.
- 1901 : Les Toiles d'araignée, comédie moderne en 1 acte avec Francis de Croisset, créée à la Salle des fêtes du Journal. Pièce éditée par Calmann-Lévy, Paris, 1901.
- 1901 : Le je ne sais quoi, comédie en trois actes avec Francis de Croisset, au théâtre des Capucines (24 mars). Pièce éditée par la librairie Molière, Paris, 1905.
- 1901 : Mater Dolorosa, roman écrit en collaboration avec Hermine Lecomte du Nouÿ, Paris, éditions Calmann-Lévy. Plusieurs fois réédité jusqu'en 1934.
- 1906 : Le Péplôs vert, mœurs égyptiennes antiques, Paris, éditions E. Fasquelle.
- 1907 : La Madeleine amoureuse. Roman juif, Paris, éditions E. Fasquelle.
- 1909 : Les Paradis de l'Amérique centrale : les Antilles, Panama, Costa-Rica, le Mexique, Paris, éditions E. Fasquelle. Édité en anglais sous le titre The Fair Land of Central America par John Long, Londres, 1911.
- 1910 : Héloïse amante et dupe d'Abélard. La fin d'une légende, Paris, éditions d'Art et de Littérature.
- 1923 : La Reine Taïa, roman des temps pharaoniques (le Péplôs vert), Paris, Bibliothèque Charpentier.
- 1947 : Quand Paris était un paradis. Mémoires 1900-1939, Paris, éditions Denoël.

## Distinctions
- Chevalier de la Légion d'honneur (décret du 15 juin 1921)
- Officier de la Légion d'honneur (décret du 26 août 1926).